# Lokales Ruhesystem
Das lokale Ruhesystem (engl.: Local Standard of Rest, kurz LSR) ist in der Astronomie ein Bezugssystem, dessen Ursprung am gegenwärtigen Ort der Sonne gewählt wird. Dieser Punkt bewegt sich mit der mittleren Geschwindigkeit der Sterne in der Sonnenumgebung. Die hierbei berücksichtigten Sterne wurden im Laufe der Zeit je nach Beobachtungsmöglichkeiten nach unterschiedlichen Kriterien gewählt.
Die Sonne führt gemeinsam mit dem LSR eine Umlaufbahn mit einem Radius von etwa 8,34 kpc im Uhrzeigersinn (aus galaktisch Nord gesehen) um das Zentrum der Milchstraße aus. Die Bahngeschwindigkeit des LSR beträgt {\displaystyle \Theta _{0}=240\;\mathrm {km/s} }. Die Sonne bewegt sich in diese Richtung um etwa {\displaystyle V_{\odot }=12{,}24\;\mathrm {km/s} } schneller, ihre Bahngeschwindigkeit beträgt etwa 255 km/s und die Bahn ist nahezu kreisförmig mit einer Exzentrizität {\displaystyle \varepsilon <0{,}1}. Für eine Umrundung der Milchstraße benötigt die Sonne etwa 230 Millionen Jahre.
Relativ zum lokalen Ruhesystem bewegt sich die Sonne in Richtung des Sonnenapex im Sternbild Herkules mit etwa 
{\displaystyle v_{\odot }={\sqrt {U_{\odot }^{2}+V_{\odot }^{2}+W_{\odot }^{2}}}=18\;\mathrm {km/s} }.
{\displaystyle U_{\odot }=11{,}1\;\mathrm {km/s} } Radialgeschwindigkeit relativ zum LSR
{\displaystyle V_{\odot }=12{,}24\;\mathrm {km/s} } Bahngeschwindigkeit relativ zum LSR
{\displaystyle W_{\odot }=7{,}25\;\mathrm {km/s} } Vertikalbewegung der Sonne zur Milchstraße

## Anwendung
Das lokale Ruhesystem ist nützlich bei der Untersuchung der Bewegung von Objekten in unserer Milchstraße und der Struktur der Milchstraße. Auf das lokale Ruhesystem bezogene Bewegungen sind frei von den überlagerten Effekten der Eigenbewegung der Sonne relativ zu ihrer Nachbarschaft.